# Leo Petri
Heinrich Leo Petri (Gleiwitz, 20 oktober 1876 - Neurenberg, 5 mei 1961) was een Duitse officier en SS-Gruppenführer en Generalleutnant in de Waffen-SS tijdens de Tweede Wereldoorlog.

## Leven[3]
Op 20 oktober 1876 werd Heinrich Leo Petri in Gleiwitz geboren. Hij ging voor drie jaar naar de Bürgerschule in Görlitz. Vanaf 1886 ging Petri naar het gymnasium, totdat hij in 1896 als soldaat in dienst van de Deutsches Heer trad. Als Fahnenjunker werd hij bij het 3. Oberschlesisches Infanterie-Regiment Nr. 62 geplaatst. Op 27 januari 1898 werd hij tot Sekondeleutnant bevorderd. Van 1900 tot september 1904 diende hij als adjudant bij het 3. Oberschlesisches Infanterie-Regiment Nr. 62. En vanaf 1904 tot 1907 was hij onderdeel van de bezettingsmacht in Oost-Azië. Petri diende daar als Transportoffizier en adjudant in het 6./1. Ostasiatischen IR. Na zijn terugkeer uit Azië, diende hij weer bij het 3. Oberschlesisches Infanterie-Regiment Nr. 62. Op 21 april 1908 werd hij tot Oberleutnant bevorderd. Daarna werd Petri tot commandant van het 4./3. Shlesisches IR Nr 156 benoemd. Op 22 maart 1913 werd hij tot Hauptmann bevorderd. Vanaf 1914 tot 1915 voerde hij als Hauptmann het commando over het 6./3. Shlesisches IR Nr 156. Hij bleef nog tot 1920 in de Reichswehr.

### Interbellum
In 1920 trad Petri in de dienst van de politie, waar hij tot 31 oktober 1928 werkte. Hij werd tot chef van de politieschool Warnemünde benoemd. In maart 1926 werd hij tot Oberstleutnant der Polizei bevorderd. Op 31 oktober 1928 ging hij weer in de private sector werken. Op 1 juli 1931 werd hij lid van de Nationaalsocialistische Duitse Arbeiderspartij. Op 18 juni 1934 werd Petri ook van de Schutzstaffel lid. Met het Charakter als Oberst der Polizei werd hij gelijk omgeschaald naar de rang van een SS-Sturmbannführer. Hij werd als referent en Chef des Amtes für Angelegenheiten der Reichsverteidigung (vrije vertaling: Chef van het ambt voor de Aangelegenheden voor de Rijksverdediging) in de Persönlicher Stab Reichsführer-SS geplaatst. Op 19 februari 1935 werd hij tot SS-Obersturmbannführer bevorderd. Van 1 januari tot 10 juli 1935 werd Petri tot Chef des Amtes für Sicherungsaufgaben in het SS-Hauptamt benoemd. Op 30 januari 1936 werd hij tot SS-Standartenführer bevorderd. En op 20 april 1937 werd Petri tot SS-Oberführer bevorderd. 

### Tweede Wereldoorlog
Van 9 juli 1937 tot 15 augustus 1940 was hij Chef des Amtes VII/SS-Hauptamt. Van 23 oktober 1940 tot 26 november 1942 was hij Chef des Kommandoamtes d. Allgemeinen SS/SS FHA. Hij was van 28 februari 1941 tot 16 maart 1941 ook plaatsvervangend chef van het SS-Führungshauptamt. Op 20 april 1942 werd Petri tot SS-Gruppenführer en Generalleutnant in de Waffen-SS bevorderd. Op 13 oktober 1942 deelde hij als bijzitter/lekenrechter in de 2e Senaat van het Volksgerichtshof de doodstraf tegen de verzetsstrijders Hanno Günther, Wolfgang Pander, Bernhard Sikorski, Emmerich Schaper, Alfred Schmidt-Sas en Dagmar Petersen (de zogenaamde Rütli groep).
Op 4 oktober 1943 nam Petri aan de Poznańtoespraken van Heinrich Himmler deel.

## Na de oorlog
Over het verdere verloop van zijn leven is niks bekend. Op 5 mei 1961 overleed Petri in Neurenberg.

## Carrière
Petri bekleedde verschillende rangen in zowel de Allgemeine-SS als Waffen-SS. De volgende tabel laat zien dat de bevorderingen niet synchroon liepen.
| Datum             | Deutsches Heer  | Reichswehr | Politie                               | Allgemeine-SS          | Waffen-SS                       |
| ----------------- | --------------- | ---------- | ------------------------------------- | ---------------------- | ------------------------------- |
| 1896              | Soldat          | —          | —                                     | —                      | —                               |
| 1896              | Fahnenjunker    | —          | —                                     | —                      | —                               |
| 27 januari 1898   | Sekondeleutnant | —          | —                                     | —                      | —                               |
| 21 april 1908     | Oberleutnant    | —          | —                                     | —                      | —                               |
| 22 maart 1913     | Hauptmann       | —          | —                                     | —                      | —                               |
| 1920              | —               | Major a.D. | —                                     | —                      | —                               |
| 1920              | —               | —          | Major der Polizei                     | —                      | —                               |
| Maart 1926        | —               | —          | Oberstleutnant der Polizei            | —                      | —                               |
| 18 juni 1934      | —               | —          | —                                     | SS-Mann                | —                               |
| 1 juli 1934       | —               | —          | Charakter als Oberst der Polizei a.D. | —                      | —                               |
| 18 juni 1934      | —               | —          | —                                     | SS-Sturmbannführer     | —                               |
| 1 januari 1935    | —               | —          | —                                     | SS-Obersturmbannführer | —                               |
| 30 januari 1936   | —               | —          | —                                     | SS-Standartenführer    | —                               |
| 20 april 1937     | —               | —          | —                                     | SS-Oberführer          | —                               |
| 11 september 1938 | —               | —          | —                                     | SS-Brigadeführer       | —                               |
| 3 mei 1940        | —               | —          | —                                     | —                      | Generalmajor in de Waffen-SS    |
| 20 april 1942     | —               | —          | —                                     | SS-Gruppenführer       | Generalleutnant in de Waffen-SS |

## Lidmaatschapsnummers
- NSDAP-nr.: 590 193[13] (lid geworden 1 juli 1931[1][14])
- SS-nr.: 209 076[13] (lid geworden 18 juni 1934[1][5])

## Onderscheidingen
Selectie:
- IJzeren Kruis 1914, 1e Klasse[13] (17 oktober 1914[8][1][2]) en 2e Klasse[13] (1914[8][1][2])
- Erekruis voor Frontstrijders in de Wereldoorlog[13][8][2]
- Kruis voor Oorlogsverdienste, 1e Klasse[13] (20 april 1942[8][1][2]) en 2e Klasse[13] (30 januari 1942[8][1][2]) met Zwaarden
- Kruis der Derde Klasse met Zwaarden[1][8][2]
- Ridderkruis der Eerste Klasse in de Albrechtsorde met Zwaarden op 3 februari 1916[1][2]
- Onderscheiding voor Trouwe Dienst (Pruisen), 1e Klasse (25 dienstjaren)[8][2]
- Commandeurskruis van de Hongaarse Orde van Verdienste[8][2]
- Hanseatenkruis Hamburg[8][2]

## Afkorting
- mit der Wahrnehmung der Geschäfte beauftragt (m.d.W.d.G.b.) - (vrije vertaling: met de waarneming van de functie belast)